# Stelis capillaris
Stelis capillaris är en orkidéart som beskrevs av John Lindley. Stelis capillaris ingår i släktet Stelis och familjen orkidéer. Inga underarter finns listade i Catalogue of Life.